# انتخابات الرئاسة التيمورية الشرقية 2007
انتخابات الرئاسة التيمورية الشرقية 2007 هي الانتخابات الرئاسية التي جرت في 2007، في تيمور الشرقية، لانتخاب رئيس تيمور الشرقية، فاز بالانتخابات جوزيه راموس هورتا.
 حيث صرحت
لجنة الانتخابات الرئاسية في تيمور الشرقية إنها قد تتجه إلى جولة ثانية بين المرشحين رئيس الوزراء خوسيه راموس هورتا وزعيم الحزب الديمقراطي فرناندو أرويو.
وجرى الاقتراع أمس في ظروف جيدة عدا بعض الحوادث المتفرقة. غير أن مراقبين ذكروا أن جولة جديدة قد تتسبب في عودة أجواء توتر السنة الماضية لأحد أحدث بلدان العالم وأفقرها.
وفند المرشحون الثمانية نتائج الفرز الأولية ، ومن بينهم هورتا صاحب جائزة نوبل للسلام والذي قاد حملة بالخارج من أجل استقلال بلاده عن إندونيسيا.
وتقدم كل من هورتا وزعيم الحزب الديمقراطي فرناندو أرويو والزعيم السياسي المتمرس فرنسيسكو زافيي أمارال، في نتائج الفرز الأولية بالعاصمة ديلي حيث يعيش 90 ألفا من المصوتين الذين يبلغ عددهم حوالي نصف مليون.
وأفاد المتحدث باسم اللجنة الانتخابية مارتينهو غوسماو أن هورتا وأرويو «في سباق مغلق» مرجحا الانتقال إلى جولة ثانية للحسم بينهما.